# Aktuální větné členění
Aktuální větné členění (anglicky topic-focus articulation) je dělení větných členů na členy kontextově zapojené (obvykle známé z předchozí komunikace nebo patřící do zásoby společných znalostí mluvčího a posluchače) a členy kontextově nezapojené, nesoucí nové informace. Dvouhodnotové aktuální členění úzce souvisí s vícestupňovou výpovědní dynamičností, která vyjadřuje, jakou měrou přispívají jednotlivé složky výpovědi k rozvíjení komunikace. Obě tyto složky jazyka mají v češtině významný vliv na pořadí slov ve větě a bývají někdy označovány termínem funkční větná perspektiva (anglicky functional sentence perspective, FSP). Terminologie různých autorů se může lišit, stejně jako řazení do jazykového systému (langue) nebo do oblasti sdělovacího procesu (parole).

## Volný slovosled
Flektivní a aglutinační jazyky vyjadřují syntaktické vazby mezi jednotlivými větnými členy především pomocí bohatství různých slovních tvarů, které jsou výsledkem skloňování a časování. Ohýbání pak umožňuje tzv. volný pořádek slov (slovosled). To znamená, že není dáno pevné pořadí větných členů, ale naopak je možné pružně vytvářet věty, kde jsou větné členy řazeny v různém pořadí. Toto pořadí však v konkrétních větách (tj. jejich aktuální členění) není libovolné, ale je určováno kontextovými vazbami, důrazem a celou škálou významových rozdílů.
Můžeme tedy dostat různé varianty vět, které se liší pořadím větných členů. U každé věty lze najít právě jednu neutrální, bezpříznakovou podobu.[zdroj⁠?!]

## Téma a réma
Pro účely aktuálního členění se v každé větě rozlišují téma (T) a réma (R), případně tzv. tranzit (přechod), který téma s rématem spojuje a bývá zpravidla vyjádřen slovesným výrazem, a kulisa, která vypovídá o okolnostech, za nichž se výpověď děje.
Téma (východisko, angl. topic) je kontextově zapojené a vyjadřuje skutečnosti, které jsou známé (např. z předchozího textu).
Réma (jádro výpovědi, ohnisko, angl. comment, focus) vyjadřuje nové skutečnosti, kontextově nezapojeno. Réma poznáme podle toho, že je možné se na něj zeptat.
Příklad:
Petr (T) viděl Pavla (R). – Koho viděl Petr?
Pavla (T) viděl Petr (R). – Kdo viděl Pavla?
Diatéma bývá někdy určováno zvlášť od vlastního tématu. Mluvíme o něm v případech, kdy je téma sice kontextově zapojeno, ovšem je rozvité, a tedy přináší nové informace.
Příklad:
Autor zde publikuje svou novou báseň. V lyrickém obraze podzimní přírody nechává promlouvat …
Ve výjimečných případech se východisko a jádro výpovědi nemusí s tématem a rématem krýt.
Příklad:
Trojku dostala Maruška. Někdo by jí to snad mohl závidět. - výraz jí je kontextově zapojen, ale téma někdo je v komunikaci nové a neznámé (proto mluvčí použil i neurčité zájmeno).

### Počátková a koncová výpověď
Počátková výpověď je označení první části výpovědi na začátku sdělení, která formálně odpovídá tématu, ale není (a na začátku sdělení ani nemůže být) situačně zakotvená. V následujících příkladech je označena jako (-).
Může být vyjádřena třemi způsoby:
- ukazovacím výrazem (např. „Kde jsou tady, prosím Vás, toalety?“)
- počátkovou formulí (např. „Byl jednou jeden…“, „Promiňte, že Vás obtěžuji, ale chtěl bych…“)
- titulky - často v novinových článcích, jsou ovšem kontextově zapojené do rubrik apod. (např. „HAVEL V PAŘÍŽI - Bývalý český prezident Václav Havel včera přiletěl…“)

Koncová výpověď je také specifickou částí textu. Mnohdy se totiž v závěru neobjevují nové informace a dochází spíše ke shrnutí či opakování již řečeného (mohli bychom pak mluvit o tématu). V případě koncových formulí pak nelze téma či réma určovat (např. „S pozdravem“, „V Praze dne 7.11.07 (podpis)“).

### Prostředky odlišující téma a réma
- slovosled (např. právě v češtině)
- morfologické prostředky (např. člen určitý a neurčitý ve francouzštině)
- intonace, větný přízvuk a větný důraz
- lexikální prostředky:
  - tematizační částice, např. „co se týče“, „pokud jde o“
  - rematizační částice, např. „už“, „také“, „dokonce“
- syntaktické konstrukce, např. parcelace, osamostatňování, kompletace

### Téma a réma v komunikaci
Tematizace rématu bývá v komunikaci nejčastější – réma první věty se při něm stává tématem věty následující:
Byl jednou (-) jeden král (R). Ten král (T) měl tři dcery (R). Všechny tři (T) byly krásné (R).
Průběžné téma se ve výpovědích opakuje a dodáváme pouze nové réma:
Byl jednou (-) jeden král (R). Ten král (T) měl tři dcery (R). (Král) (T) Byl na ně pyšný (R). (Král) (T) Měl také mnoho poddaných (R).
Rozštěpení tématu vystihuje stav, kdy se téma štěpí do několika výpovědí:
Byl jednou (-) jeden král (R). Ten král (T) měl tři dcery (R).  Nejmladší (T) byla chytrá (R), prostřední (T) byla blondýna (R) a třetí (T) milovala jogurty (R).

## Objektivní a subjektivní slovosled
V neutrálním sdělení stojí téma na začátku a réma na konci věty. Takovýto slovosled je bezpříznakový a označuje se jako objektivní.
Chce-li ovšem mluvčí vyjádřit důraz, je možné přesunout réma na začátek věty. Jedná se o tzv. subjektivní slovosled, který je v ústním projevu provázen patřičnou prozódií s umístěním intonačního centra a důrazu na réma.
Příklad:
Utratil jsem (T) spoustu peněz za nesmysly (R). – objektivní slovosled
Tisíc korun (R) jsem utratil (T) za takový nesmysl! – subjektivní slovosled
Slovosled, který je v běžném kontextu považován za objektivní, se může v jiném kontextu stát subjektivním:
V Čechách (T) se mluví česky (R). – objektivní slovosled (běžné konstatování na otázku, jak se mluví v Čechách)
 V Čechách (R) se mluví česky (T). – subjektivní slovosled (zdůraznění skutečnosti, že česky se mluví v Čechách – a ne v Německu)

### Nerozlišitelnost bez kontextu
Bez kontextu, kterým by téma bylo určeno, v izolované větě, může být nemožné réma a téma rozeznat. Věta pak při stejném slovosledu může potenciálně nést i více významů, díky možnosti subjektivizace se stává nejednoznačnou:
Ve Valonsku se mluví francouzsky.
1) Pokud je dosavadním kontextem jako objektivní téma dáno „Valonsko“, novým údajem, rématem, je „Francouzština“.
Rozvitěji: Ve Valonsku (T) se mluví francouzsky a německy (R).
2) Pokud je v dosavadním kontextu tématem „Francouzština“, pro zdůraznění byl zřejmě použit subjektivní slovosled a „Valonsko“ je rématem.
Rozvitěji: Také ve Valonsku (R) se mluví francouzsky (T).
3) Téma dokonce může zůstat úplně nevyjádřené, ponecháno v kontextu.
Rozvitěji: Například ve Valonsku (R) se mluví francouzsky (R). Příkladem tématu probíraného v kontextu je zde jedno réma v podobě celé nově propojené dvojice „Valonsko ↔ francouzsky“.
Pro vyloučení nejednoznačností, zejména v odborném textu, je třeba:
- definovat a používat pojmy,
- zamlčené odkazy na kontext raději eliminovat,
- naopak vztahy explicitně zmínit, zopakováním je zdůraznit,
- ujistit o aktuálním tématu, pokračujícím, nebo nově změněném.

## Výpovědní dynamičnost
Jednotlivé výrazy ve výpovědi se také liší svou výpovědní dynamičností. Tím rozumíme, že rozvíjejí sdělení různou měrou. Tendence v češtině je taková, že výpovědní dynamičnost narůstá zleva doprava – výrazy na konci věty mají zpravidla větší informativnost, přinášejí více nových informací. V běžné komunikaci však často dochází (např. vlivem větného přízvuku) k odchylkám.

## Příklady v jiných jazycích
Protože angličtina nemá volný slovosled, dochází v případě, že tématem je předmět a rématem podmět, ke změně slovesného rodu, aby mohl být slovosled přizpůsoben, např.:
The dog (T) killed a cat (R).
The cat (T) was killed by a dog (R).
Některé jazyky, např. japonština, korejština nebo ajmarština, používají k identifikaci tématu a rématu zvláštní částice, např. ajm.:
Tatax (T) utaruw (R) sari "Otec jde domů."
Tataw (R) utarux (T) sari "Domů jde otec.
Je vidět, že v obou větách je zachováno pořadí větných členů SOV.